# 阿牟伽菩提
阿牟伽菩提（梵文：अमोघभूति, Amoghabhūti），也译为阿莫伽布提，意为“不空生”。 是于公元前 2 世纪末至公元前 1 世纪初统治印度北部俱邻陀国的国王。
他的名字出现于其在位期间发行的精美货币上，币文上提到了他的名字以及其头衔“大王”（Maharaja） 。他的银币遵循印度-希腊王国铸币的重量及形制标准制造，表明其与相邻的印度-希腊王国间存在着贸易往来。他的银币正面为婆罗米文书写的币文：Rajnah Kunindasya Amoghabhutisya maharajasya （俱邻陀之王 阿牟伽菩提 大王），反面为含义相同的佉卢文币文：Rana Kunindasa Amoghabhutisa Maharajasa 。其发行的铜币正面有与他发行的银币相同的婆罗米文本，但正面的佉卢文币文则被圆点边框所取代。  